# 강신육
강신육(姜信六)은 제16대 대한민국 병무청장이다. 2002년 7월 19일 ~ 2003년 3월 2일까지 제16대 대한민국 병무청장으로 재직하였다.